# Xiphobelba mindanensis
Xiphobelba mindanensis är en kvalsterart som beskrevs av Corpuz-Raros 1980. Xiphobelba mindanensis ingår i släktet Xiphobelba och familjen Basilobelbidae. Inga underarter finns listade i Catalogue of Life.